# پرگننولون
پرگننولون (انگلیسی: Pregnenolone) یک استروئید درون‌زا و پیش‌ساز/متابولیک واسطه در بیوسنتز بیشتر هورمون‌های استروئیدی، از جمله پروژسترون‌ها، آندروژن‌ها، استروژن‌ها، استروژن‌ها و گلوکز است. مینرالوکورتیکوئیدها افزون بر این، پرگننولون به خودی خود از نظر بیولوژیکی فعال است و به عنوان یک نور استروئید عمل می‌کند.
افزون بر نقش آن به عنوان یک هورمون طبیعی، پرگننولون به عنوان یک دارو و مکمل استفاده شده‌است. برای اطلاعات در مورد پرگننولون به عنوان یک دارو یا مکمل، به مقاله پرگننولون (دارو) مراجعه کنید.

## عملکرد بیولوژیکی
پرگننولون و سولفات ۳β آن، پرگننولون سولفات، مانند DHEA، سولفات DHEA و پروژسترون، متعلق به گروهی از نورواستروئیدها هستند که در غلظت‌های بالایی در نواحی خاصی از مغز یافت می‌شوند و در آنجا سنتز می‌شوند. نورواستروئیدها بر عملکرد سیناپسی تأثیر می‌گذارند، محافظ عصبی هستند و میلینیزاسیون را تقویت می‌کنند. پرگننولون و استر سولفات آن ممکن است عملکرد شناختی و حافظه را بهبود بخشد. علاوه بر این، ممکن است اثرات محافظتی در برابر اسکیزوفرنی داشته باشند.

## فعالیت نورواستروئیدی
پرگننولون یک اندوکانابینوئید آلوستریک است، زیرا یک تعدیل کننده آلوستریک منفی گیرنده CB1 است. پرگننولون در یک حلقه بازخورد منفی طبیعی علیه فعال شدن گیرنده CB1 در حیوانات نقش دارد. از آگونیست‌های گیرنده CB1 مانند تتراهیدروکانابینول، ماده اصلی فعال در حشیش، از فعال کردن کامل CB1 جلوگیری می‌کند.
مشخص شده‌است که پرگننولون با میل ترکیبی بالا و نانومولاری به پروتئین ۲ مرتبط با میکروتوبول (MAP2) در مغز متصل می‌شود. برخلاف پرگننولون، سولفات پرگننولون به میکروتوبول‌ها متصل نشد. با این حال، پروژسترون و با میل ترکیبی مشابه با پرگننولون، اگرچه برخلاف پرگننولون، اتصال MAP2 به توبولین را افزایش نداد. مشخص شد که پرگننولون پلیمریزاسیون توبول را در کشت‌های عصبی القا می‌کند و باعث افزایش رشد نوریت در سلول‌های PC12 تیمار شده با فاکتور رشد عصبی می‌شود. به این ترتیب، پرگننولون ممکن است تشکیل و تثبیت میکروتوبول‌ها را در نورون‌ها کنترل کند و ممکن است هم بر رشد عصبی در طول رشد قبل از تولد و هم بر انعطاف‌پذیری عصبی در طول پیری تأثیر بگذارد.
اگرچه پرگننولون خود این فعالیت‌ها را ندارد، سولفات پرگننولون متابولیت آن یک تعدیل‌کننده آلوستریک منفی گیرنده GABAA و همچنین یک تعدیل‌کننده آلوستریک مثبت گیرنده NMDA است. علاوه بر این، نشان داده شده‌است که پرگننولون سولفات کانال یونی گیرنده گذرا M3 (TRPM3) را در سلول‌های کبدی و جزایر پانکراس فعال می‌کند که باعث ورود کلسیم و متعاقب آن آزاد شدن انسولین می‌شود.

### فعالیت گیرنده‌های هسته‌ای
مشخص شده‌است که پرگننولون به عنوان آگونیست گیرنده پرگنان X عمل می‌کند.
پرگننولون فعالیت پروژسترونیک، کورتیکواستروئید، استروژن، آندروژن، یا آنتی آندروژن ندارد.